# Bîstrîțea, Vinkivți
Bîstrîțea (în ucraineană Бистриця) este un sat în comuna Karaciivți din raionul Vinkivți, regiunea Hmelnîțkîi, Ucraina.

## Demografie
Componența lingvistică a localității Bîstrîțea
     Ucraineană (100%)
Conform recensământului din 2001, toată populația localității Bîstrîțea era vorbitoare de ucraineană (100%).